# (7096) Непер
(7096) Непер (англ. Napier) — астероид, относящийся к группе астероидов пересекающих орбиту Марса, который был открыт 3 ноября 1992 года американским астрономом Робертом Макнотом в обсерватории Сайдинг-Спринг и назван в честь американского астронома Уильяма Нейпира. 